# Daniel Nathans
Daniel Nathans (ur. 30 października 1928 w Wilmington w stanie Delaware w USA, zm. 16 listopada 1999 w Baltimore w stanie Maryland) – amerykański mikrobiolog, laureat Nagrody Nobla w dziedzinie fizjologii i medycyny.
Urodził się jako ostatnie z dziewięciorga dzieci rosyjskiego małżeństwa emigrantów pochodzenia żydowskiego. Podczas wielkiego kryzysu ojciec Daniela stracił swój mały interes i był bezrobotny przez długi okres. Nathans poszedł do publicznej szkoły, a następnie na Uniwersytet w Delaware, gdzie studiował chemię, filozofię oraz literaturę. W 1954 roku odebrał tytuł doktora medycyny na Uniwersytecie Waszyngtońskim w St. Louis w stanie Missouri. W latach 1995–1996 pełnił urząd rektora Uniwersytetu Johnsa Hopkinsa w Baltimore w stanie Maryland.
W 1978 roku Nathans wraz z Wernerem Arber i Hamiltonem Smithem otrzymał Nagrodę Nobla w dziedzinie fizjologii i medycyny za odkrycie enzymów restrykcyjnych. Nathans został również odznaczony Narodowym Medalem Nauki w 1993 roku.
W 1999 roku Szkoła Medyczna Johnsa Hopkinsa ogłosiła utworzenie Instytutu Genetyki imienia McKusicka-Nathansa na cześć Daniela Nathansa i Wiktora McKusicka.